# Johanna Jachs
Johanna Jachs (* 16. Oktober 1991 in Freistadt) ist eine österreichische Juristin und Politikerin der Österreichischen Volkspartei (ÖVP). Seit 9. November 2017 ist sie mit Unterbrechung von Oktober 2024 bis Jänner 2025 Abgeordnete zum Nationalrat. Ende März 2025 wurde sie Vizebürgermeisterin von Freistadt.

## Leben

### Ausbildung und Beruf
Johanna Jachs wurde als Tochter des 2016 verstorbenen ÖVP-Politikers Christian Jachs, Bürgermeister von Freistadt und Mitglied des österreichischen Bundesrats, geboren. Sie besuchte nach der Volksschule und der Musikhauptschule in Freistadt das Bundesoberstufenrealgymnasium (BORG) für Kommunikation und Medienkunde in Hagenberg im Mühlkreis, wo sie 2010 maturierte. Anschließend begann sie ein Studium der Rechtswissenschaften an der Universität Innsbruck. 2012 wechselte sie an die Johannes Kepler Universität Linz (JKU), das Studium schloss sie 2016 mit einer Diplomarbeit über den Oberösterreichischen Landtag als Magistra ab. Im Büro von Landeshauptmann Thomas Stelzer war sie von Oktober 2017 bis November 2017 für den Bereich Jugend, Sicherheit, Integration verantwortlich.
Im Februar 2019 wurde bekannt, dass sie mit Hannes Amesbauer (FPÖ) ein gemeinsames Kind erwartet. Anfang August 2019 wurde deren Tochter geboren, die sie inzwischen allein erzieht.

### Politik
In Freistadt ist sie Mitglied des Gemeinderates, im Februar 2016 wurde sie zur Bezirksobfrau der Jungen Volkspartei im Bezirk Freistadt gewählt. Bei der Nationalratswahl 2017 kandidierte sie im Regionalwahlkreis Mühlviertel auf dem vierten Listenplatz. Aufgrund der von ihr erzielten Vorzugsstimmen wurde sie auf Platz zwei der VP-Wahlkreisliste im Mühlviertel vorgereiht und schaffte so den Sprung in der Nationalrat. Am 9. November 2017 wurde sie in der konstituierenden Sitzung der XXVI. Gesetzgebungsperiode als Abgeordnete zum österreichischen Nationalrat angelobt, wo sie Mitglied im Ausschuss für Bauten und Wohnen, im Ausschuss für Forschung, Innovation und Digitalisierung, im Justizausschuss sowie im BVT-Untersuchungsausschuss ist.
Bei der Nationalratswahl 2019 ist sie ÖVP-Listenerste im Regionalwahlkreis Mühlviertel und Listenvierte im Landeswahlkreis Oberösterreich. Im August 2020 wurde sie neben Johanna Miesenberger zur Stellvertreterin von ÖVP-Bezirksparteiobmann Josef Naderer im Bezirk Freistadt gewählt. 2022 folgte ihr Stefanie Kartusch als Bezirksobfrau der  Jungen ÖVP im Bezirk Freistadt nach.
Im November 2023 wurde sie als Nachfolgerin von Bernhard Baier zur Präsidentin des Österreichischen Familienbundes gewählt. Für die Nationalratswahl 2024 wurde sie auf Platz 18 der ÖVP-Bundesliste gereiht. Nach der Wahl 2024 verlor sie ihr Nationalratsmandat. Im Jänner 2025 gab Karl Nehammer sein Nationalratsmandat auf, seinen Sitz auf der Bundesliste übernahm Claudia Plakolm. Das dadurch frei werdende Mandat im Regionalwahlkreis Mühlviertel ging an Johanna Jachs. In der XXVIII. Gesetzgebungsperiode wurde sie im ÖVP-Parlamentsklub Bereichssprecherin für Familien. Ende März 2025 folgte sie Christian Hennerbichler als Vizebürgermeisterin in Freistadt nach. Für die Bürgermeisterwahl 2027 wurde sie als ÖVP-Spitzenkandidatin nominiert.